# Abarema josephi
Abarema josephi é uma espécie de legume da família das Leguminosae nativa da Colômbia.